# Plaveč
Plaveč és un poble i municipi d'Eslovàquia. Es troba a la regió de Prešov, al nord del país.

## Història
La primera referència escrita de la vila data del 1287.

## Demografia
| Godina             | 1994 | 2004   | 2014   | 2024   |
| ------------------ | ---- | ------ | ------ | ------ |
| Nombre de persones | 1817 | 1857   | 1835   | 1775   |
| Diferència         |      | +2,20% | −1,18% | −3,26% |

| Godina             | 2023 | 2024   |
| ------------------ | ---- | ------ |
| Nombre de persones | 1770 | 1775   |
| Diferència         |      | +0,28% |